# Немино-3
Немино-3 — посёлок в составе Чёлмужского сельского поселения Медвежьегорского района Республики Карелия.

## Общие сведения
Расположен на берегу реки Немина.
В 1930-х года здесь существовал поселок трудпоселенцев Беломорско-Балтийского канала, в 1939 году преобразованный в сельхозартель.

## Население
| 2002 | 2009 | 2010 | 2013 |
| ---- | ---- | ---- | ---- |
| 182  | ↘127 | ↘89  | ↘77  |

## Улицы
- ул. Гагарина
- ул. Калинина
- ул. Лесная
- ул. Набережная
- ул. Центральная